# 3 000 meter hinder för herrar i friidrott vid olympiska sommarspelen 2016
Herrarnas 3 000 meter hinder vid olympiska sommarspelen 2016, i Rio de Janeiro i Brasilien avgjordes den 15-17 augusti på Estádio Olímpico João Havelange.

## Medaljörer
| Spel               | Guld                    | Silver         | Brons                                 |
| 3 000 meter hinder | Conseslus Kipruto Kenya | Evan Jager USA | Mahiedine Mekhissi-Benabbad Frankrike |

## Resultat

### Heat

#### Heat 1
| Placering | Idrottare           | Nationalitet   | Tid     | Noteringar |
| --------- | ------------------- | -------------- | ------- | ---------- |
| 1         | Hillary Bor         | USA            | 8:25,01 | Q          |
| 2         | Soufiane El Bakkali | Marocko        | 8:25,17 | Q          |
| 3         | Ezekiel Kemboi      | Kenya          | 8:25,51 | Q          |
| 4         | Matthew Hughes      | Kanada         | 8:26,27 | q          |
| 5         | Sebastian Martos    | Spanien        | 8:28,44 |            |
| 6         | Benjamin Kiplagat   | Uganda         | 8:30,76 |            |
| 7         | Halil Akkas         | Turkiet        | 8:33,12 | SB         |
| 8         | Hailemariyam Amare  | Etiopien       | 8:35,01 |            |
| 9         | Nelson Cherutich    | Bahrain        | 8:35,87 |            |
| 10        | Yuri Floriani       | Italien        | 8:40,80 |            |
| 11        | Kazuya Shiojiri     | Japan          | 8:40,98 |            |
| 12        | Rob Mullett         | Storbritannien | 8:48,19 |            |
| 13        | Jeroen D'hoedt      | Belgien        | 8:48,29 |            |
| 14        | Mitko Tsenov        | Bulgarien      | 8:54,79 |            |
| –         | Ali Messaoudi       | Algeriet       | DQ      | R163,3b    |

#### Heat 2
| Placering | Idrottare                   | Nationalitet | Tid     | Noteringar |
| --------- | --------------------------- | ------------ | ------- | ---------- |
| 1         | Evan Jager                  | USA          | 8:25,86 | Q          |
| 2         | Brimin Kipruto              | Kenya        | 8:26,25 | Q          |
| 3         | Mahiedine Mekhissi-Benabbad | Frankrike    | 8:26,32 | Q          |
| 4         | Yemane Haileselassie        | Eritrea      | 8:26,72 | q          |
| 5         | Hamid Ezzine                | Marocko      | 8:27,69 | q          |
| 6         | John Kibet Koech            | Bahrain      | 8:28,81 |            |
| 7         | Chala Beyo                  | Etiopien     | 8:32,06 |            |
| 8         | Aras Kaya                   | Turkiet      | 8:32,35 |            |
| 9         | José Peña                   | Venezuela    | 8:32,38 |            |
| 10        | Chris Winter                | Kanada       | 8:33,95 |            |
| 11        | Bilal Tabti                 | Algeriet     | 8:38,87 |            |
| 12        | Abdoullah Bamoussa          | Italien      | 8:42,81 |            |
| 13        | Kaur Kivistik               | Estland      | 8:44,25 |            |
| 14        | Abdalla Targan              | Sudan        | 8:52,20 |            |
| 15        | Abdelaziz Merzougui         | Spanien      | 9:03,40 |            |

#### Heat 3
| Placering | Idrottare              | Nationalitet | Tid     | Noteringar |
| --------- | ---------------------- | ------------ | ------- | ---------- |
| 1         | Conseslus Kipruto      | Kenya        | 8:21,40 | Q          |
| 2         | Jacob Araptany         | Uganda       | 8:21,53 | Q          |
| 3         | Donald Cabral          | USA          | 8:21,96 | Q          |
| 4         | Amor Ben Yahia         | Tunisien     | 8:23,12 | q          |
| 5         | Yoann Kowal            | Frankrike    | 8:23,49 | q          |
| 6         | Altobeli da Silva      | Brasilien    | 8:26,59 | q          |
| 7         | Hicham Sigueni         | Marocko      | 8:27,82 |            |
| 8         | Hicham Bouchicha       | Algeriet     | 8:33,61 |            |
| 9         | Taylor Milne           | Kanada       | 8:34,38 |            |
| 10        | Krystian Zalewski      | Polen        | 8:34,52 |            |
| 11        | Ole Hesselbjerg        | Danmark      | 8:40,08 |            |
| 12        | Mohamed Ismail Ibrahim | Djibouti     | 8:53,10 |            |
| 13        | Fernando Carro         | Spanien      | 8:53,17 |            |
| –         | Tafese Seboka          | Etiopien     | DQ      | R163,3b    |
| –         | Tarik Langat Akdag     | Turkiet      | DNF     |            |

### Final
| Placering | Idrottare                   | Nationalitet | Tid     | Noteringar |
| --------- | --------------------------- | ------------ | ------- | ---------- |
| 1         | Conseslus Kipruto           | Kenya        | 8:03,28 | OR         |
| 2         | Evan Jager                  | USA          | 8:04,28 | SB         |
| 3         | Mahiedine Mekhissi-Benabbad | Frankrike    | 8:11,52 | SB         |
| 4         | Soufiane El Bakkali         | Marocko      | 8:14,35 | PB         |
| 5         | Yoann Kowal                 | Frankrike    | 8:16,75 | SB         |
| 6         | Brimin Kipruto              | Kenya        | 8:18,79 | SB         |
| 7         | Hillary Bor                 | USA          | 8:22,74 | PB         |
| 8         | Donald Cabral               | USA          | 8:25,81 |            |
| 9         | Altobeli da Silva           | Brasilien    | 8:26,30 | PB         |
| 10        | Matthew Hughes              | Kanada       | 8:36,83 |            |
| 11        | Yemane Haileselassie        | Eritrea      | 8:40,68 |            |
| –         | Jacob Araptany              | Uganda       | DNF     |            |
| –         | Hamid Ezzine                | Marocko      | DNF     |            |
| –         | Amor Ben Yahia              | Tunisien     | DQ      | R163,3b    |
| –         | Ezekiel Kemboi              | Kenya        | DQ      | R163,3b    |